# Bom (redskabsgymnastik)
 For alternative betydninger, se Bom. (Se også artikler, som begynder med Bom)
Bom er en øvelse i redskabsgymnastik, hvor gymnasten udfører en række spring og balanceøvelser. Øvelsen må max. vare 1 minut og 30 sekunder.
Som øvrige gymnastikøvelser bedømmes den på en skala, hvor der efter de nye regler højest kan gives 20 point.
Balancebommen er 125 cm høj, 5 meter lang og 10 centimeter bred. Selve bommen var tidligere i træ, men er i dag ofte beklædt med et overtræk af læder eller ruskind.
| Sport | Spire Denne artikel om sport er en spire som bør udbygges. Du er velkommen til at hjælpe Wikipedia ved at udvide den. |